# Lijst van spoorwegstations in het Verenigd Koninkrijk - T
Dit is een lijst van spoorwegstations in het Verenigd Koninkrijk waarvan de naam begint met een T.
| Station             | Code | Graafschap/ County/ City | District              | Beheerder                    | Passagiers in/uit 2004-2005 (mln) | Passagiers in/uit 2005-2006 (mln) | Passagiers in/uit 2006-2007 (mln) | Passagiers in/uit 2007-2008 (mln) | Passagiers in/uit 2008-2009 (mln) |
| ------------------- | ---- | ------------------------ | --------------------- | ---------------------------- | --------------------------------- | --------------------------------- | --------------------------------- | --------------------------------- | --------------------------------- |
| Tackley             | TAC  | Oxfordshire              | West Oxfordshire      | Great Western Railway        | 0,02                              | 0,019                             | 0,018                             | 0,019                             | 0,02                              |
| Tadworth            | TAD  | Surrey                   | Reigate and Banstead  | Southern                     | 0,173                             | 0,195                             | 0,222                             | 0,244                             | 0,232                             |
| Taffs Well          | TAF  | Rhondda Cynon Taf        |                       | Transport for Wales          | 0,24                              | 0,243                             | 0,266                             | 0,29                              | 0,281                             |
| Tain                | TAI  | Highland                 |                       | ScotRail                     | 0,011                             | 0,014                             | 0,019                             | 0,021                             | 0,024                             |
| Talsarnau           | TAL  | Gwynedd                  |                       | Transport for Wales          | 0,004                             | 0,005                             | 0,007                             | 0,009                             | 0,01                              |
| Talybont            | TLB  | Gwynedd                  |                       | Transport for Wales          | 0,017                             | 0,016                             | 0,017                             | 0,018                             | 0,017                             |
| Tal-y-Cafn          | TLC  | Conwy                    |                       | Transport for Wales          | 0,001                             | 0,001                             | 0,001                             | 0,001                             | 0,001                             |
| Tame Bridge Parkway | TAB  | West Midlands            | Sandwell              | West Midland Trains          | 0,143                             | 0,151                             | 0,178                             | 0,19                              | 0,364                             |
| Tamworth            | TAM  | Staffordshire            | Tamworth              | West Midland Trains          | 0,656                             | 0,711                             | 0,767                             | 0,782                             | 0,799                             |
| Taplow              | TAP  | Buckinghamshire          | South Bucks           | Great Western Railway        | 0,149                             | 0,156                             | 0,174                             | 0,187                             | 0,195                             |
| Tattenham Corner    | TAT  | Surrey                   | Reigate and Banstead  | Southern                     | 0,173                             | 0,191                             | 0,212                             | 0,23                              | 0,248                             |
| Taunton             | TAU  | Somerset                 | Taunton Deane         | Great Western Railway        | 0,837                             | 0,904                             | 0,952                             | 1,077                             | 1,185                             |
| Taynuilt            | TAY  | Argyll and Bute          |                       | ScotRail                     | 0,011                             | 0,01                              | 0,01                              | 0,01                              | 0,01                              |
| Teddington          | TED  | Groot-Londen             | Richmond upon Thames  | South West Trains            | 1,484                             | 1,469                             | 2,307                             | 2,531                             | 2,249                             |
| Teesside Airport    | TEA  | Darlington               |                       | Northern Rail                | 0                                 | 0                                 | 0                                 | 0                                 | 0                                 |
| Teignmouth          | TGM  | Devon                    | Teignbridge           | Great Western Railway        | 0,319                             | 0,331                             | 0,365                             | 0,418                             | 0,438                             |
| Telford Central     | TFC  | Telford and Wrekin       |                       | West Midland Trains          | 0,777                             | 0,794                             | 0,781                             | 0,799                             | 0,941                             |
| Templecombe         | TMC  | Somerset                 | South Somerset        | South West Trains            | 0,075                             | 0,081                             | 0,085                             | 0,099                             | 0,108                             |
| Tenby               | TEN  | Pembrokeshire            |                       | Transport for Wales          | 0,077                             | 0,076                             | 0,085                             | 0,094                             | 0,093                             |
| Teynham             | TEY  | Kent                     | Swale                 | Southeastern                 | 0,154                             | 0,155                             | 0,161                             | 0,167                             | 0,172                             |
| Thames Ditton       | THD  | Surrey                   | Elmbridge             | South West Trains            | 0,471                             | 0,465                             | 0,882                             | 0,947                             | 0,847                             |
| Thatcham            | THA  | West Berkshire           |                       | Great Western Railway        | 0,437                             | 0,456                             | 0,489                             | 0,523                             | 0,529                             |
| Thatto Heath        | THH  | Merseyside               | St Helens             | Northern Rail                | 0,089                             | 0,1                               | 0,093                             | 0,1                               | 0,141                             |
| The Hawthorns       | THW  | West Midlands            | Sandwell              | West Midland Trains          | 0,098                             | 0,127                             | 0,146                             | 0,157                             | 0,314                             |
| The Lakes           | TLK  | Warwickshire             | Stratford-upon-Avon   | West Midland Trains          | 0,01                              | 0,01                              | 0,009                             | 0,007                             | 0,011                             |
| Theale              | THE  | West Berkshire           |                       | Great Western Railway        | 0,427                             | 0,443                             | 0,494                             | 0,485                             | 0,471                             |
| Theobalds Grove     | TEO  | Hertfordshire            | Broxbourne            | National Express East Anglia | 0,303                             | 0,269                             | 0,233                             | 0,222                             | 0,214                             |
| Thetford            | TTF  | Norfolk                  | Breckland             | National Express East Anglia | 0,192                             | 0,199                             | 0,206                             | 0,213                             | 0,219                             |
| Thirsk              | THI  | North Yorkshire          | Hambleton             | First TransPennine Express   | 0,142                             | 0,147                             | 0,148                             | 0,161                             | 0,174                             |
| Thornaby            | TBY  | Stockton-on-Tees         | Stockton-on-Tees      | First TransPennine Express   | 0,323                             | 0,359                             | 0,406                             | 0,451                             | 0,479                             |
| Thorne North        | TNN  | South Yorkshire          | Doncaster             | Northern Rail                | 0,283                             | 0,28                              | 0,25                              | 0,122                             | 0,143                             |
| Thorne South        | TNS  | South Yorkshire          | Doncaster             | Northern Rail                | 0                                 | 0                                 | 0                                 | 0,101                             | 0,123                             |
| Thornford           | THO  | Dorset                   | West Dorset           | Great Western Railway        | 0,001                             | 0,002                             | 0,003                             | 0,005                             | 0,002                             |
| Thornliebank        | THB  | East Renfrewshire        |                       | ScotRail                     | 0,074                             | 0,095                             | 0,11                              | 0,119                             | 0,167                             |
| Thornton Abbey      | TNA  | North Lincolnshire       |                       | Northern Rail                | 0,001                             | 0,001                             | 0,001                             | 0,001                             | 0,001                             |
| Thornton Heath      | TTH  | Groot-Londen             | Croydon               | Southern                     | 1,786                             | 1,816                             | 2,365                             | 2,593                             | 2,377                             |
| Thorntonhall        | THT  | South Lanarkshire        |                       | ScotRail                     | 0,014                             | 0,015                             | 0,018                             | 0,018                             | 0,022                             |
| Thorpe Bay          | TPB  | Southend-on-Sea          |                       | c2c                          | 0,702                             | 0,698                             | 0,73                              | 0,752                             | 0,742                             |
| Thorpe Culvert      | TPC  | Lincolnshire             | East Lindsey          | East Midlands Railway        | 0,001                             | 0,001                             | 0,001                             | 0,001                             | 0,001                             |
| Thorpe-le-Soken     | TLS  | Essex                    | Tendring              | National Express East Anglia | 0,135                             | 0,133                             | 0,129                             | 0,129                             | 0,124                             |
| Three Bridges       | TBD  | West Sussex              | Crawley               | Southern                     | 2,012                             | 2,07                              | 2,247                             | 2,408                             | 2,475                             |
| Three Oaks          | TOK  | East Sussex              | Rother                | Southern                     | 0,009                             | 0,006                             | 0,001                             | 0,001                             | 0,001                             |
| Thurgarton          | THU  | Nottinghamshire          | Newark and Sherwood   | East Midlands Railway        | 0,001                             | 0,003                             | 0,002                             | 0,002                             | 0,003                             |
| Thurnscoe           | THC  | South Yorkshire          | Barnsley              | Northern Rail                | 0,058                             | 0,062                             | 0,055                             | 0,051                             | 0,059                             |
| Thurso              | THS  | Highland                 |                       | ScotRail                     | 0,037                             | 0,035                             | 0,033                             | 0,037                             | 0,043                             |
| Thurston            | TRS  | Suffolk                  | Mid Suffolk           | National Express East Anglia | 0,014                             | 0,019                             | 0,026                             | 0,038                             | 0,04                              |
| Tilbury Town        | TIL  | Thurrock                 |                       | c2c                          | 0,664                             | 0,712                             | 0,761                             | 0,834                             | 0,822                             |
| Tile Hill           | THL  | West Midlands            | Coventry              | West Midland Trains          | 0,102                             | 0,113                             | 0,131                             | 0,142                             | 0,304                             |
| Tilehurst           | TLH  | Reading                  |                       | Great Western Railway        | 0,405                             | 0,393                             | 0,401                             | 0,401                             | 0,437                             |
| Tipton              | TIP  | West Midlands            | Sandwell              | West Midland Trains          | 0,108                             | 0,116                             | 0,125                             | 0,127                             | 0,218                             |
| Tir-Phil            | TIR  | Caerphilly               |                       | Transport for Wales          | 0,034                             | 0,027                             | 0,025                             | 0,025                             | 0,027                             |
| Tisbury             | TIS  | Wiltshire                | Salisbury             | South West Trains            | 0,19                              | 0,214                             | 0,209                             | 0,211                             | 0,217                             |
| Tiverton Parkway    | TVP  | Devon                    | Mid Devon             | Great Western Railway        | 0,203                             | 0,232                             | 0,27                              | 0,304                             | 0,344                             |
| Todmorden           | TOD  | West Yorkshire           | Calderdale            | Northern Rail                | 0,297                             | 0,312                             | 0,338                             | 0,34                              | 0,416                             |
| Tolworth            | TOL  | Groot-Londen             | Kingston upon Thames  | South West Trains            | 0,242                             | 0,252                             | 0,475                             | 0,513                             | 0,473                             |
| Ton Pentre          | TPN  | Rhondda Cynon Taf        |                       | Transport for Wales          | 0,045                             | 0,038                             | 0,047                             | 0,092                             | 0,101                             |
| Tonbridge           | TON  | Kent                     | Tonbridge and Malling | Southeastern                 | 3,81                              | 3,931                             | 4,115                             | 4,315                             | 4,212                             |
| Tondu               | TDU  | Bridgend                 |                       | Transport for Wales          | 0,028                             | 0,029                             | 0,031                             | 0,028                             | 0,03                              |
| Tonfanau            | TNF  | Gwynedd                  |                       | Transport for Wales          | 0,002                             | 0,001                             | 0,001                             | 0,001                             | 0,001                             |
| Tonypandy           | TNP  | Rhondda Cynon Taf        |                       | Transport for Wales          | 0,084                             | 0,072                             | 0,085                             | 0,078                             | 0,083                             |
| Tooting             | TOO  | Groot-Londen             | Merton                | Govia Thameslink Railway     | 0,63                              | 0,645                             | 1,052                             | 1,355                             | 1,112                             |
| Topsham             | TOP  | Devon                    | Exeter                | Great Western Railway        | 0,128                             | 0,139                             | 0,156                             | 0,173                             | 0,183                             |
| Torquay             | TQY  | Torbay                   |                       | Great Western Railway        | 0,298                             | 0,293                             | 0,308                             | 0,342                             | 0,371                             |
| Torre               | TRR  | Torbay                   |                       | Great Western Railway        | 0,153                             | 0,151                             | 0,14                              | 0,134                             | 0,145                             |
| Totnes              | TOT  | Devon                    | South Hams            | Great Western Railway        | 0,354                             | 0,384                             | 0,433                             | 0,484                             | 0,541                             |
| Tottenham Hale      | TOM  | Groot-Londen             | Haringey              | National Express East Anglia |                                   |                                   | 3,316                             | 3,754                             | 3,961                             |
| Totton              | TTN  | Hampshire                | New Forest            | South West Trains            | 0,238                             | 0,261                             | 0,283                             | 0,314                             | 0,301                             |
| Town Green          | TWN  | Lancashire               | West Lancashire       | Merseyrail                   | 0,183                             | 0,203                             | 0,202                             | 0,206                             | 0,26                              |
| Trafford Park       | TRA  | Greater Manchester       | Trafford              | Northern Rail                | 0,028                             | 0,029                             | 0,035                             | 0,035                             | 0,044                             |
| Trefforest          | TRF  | Rhondda Cynon Taf        |                       | Transport for Wales          | 0,589                             | 0,597                             | 0,634                             | 0,671                             | 0,697                             |
| Trefforest Estate   | TRE  | Rhondda Cynon Taf        |                       | Transport for Wales          | 0,121                             | 0,112                             | 0,125                             | 0,139                             | 0,125                             |
| Trehafod            | TRH  | Rhondda Cynon Taf        |                       | Transport for Wales          | 0,028                             | 0,025                             | 0,029                             | 0,027                             | 0,029                             |
| Treherbert          | TRB  | Rhondda Cynon Taf        |                       | Transport for Wales          | 0,456                             | 0,463                             | 0,491                             | 0,501                             | 0,503                             |
| Treorchy            | TRY  | Rhondda Cynon Taf        |                       | Transport for Wales          | 0,081                             | 0,066                             | 0,09                              | 0,159                             | 0,19                              |
| Trimley             | TRM  | Suffolk                  | Suffolk Coastal       | National Express East Anglia | 0,022                             | 0,026                             | 0,03                              | 0,042                             | 0,041                             |
| Tring               | TRI  | Hertfordshire            | Dacorum               | West Midland Trains          | 0,452                             | 0,502                             | 0,553                             | 0,587                             | 0,576                             |
| Troed-Y-Rhiw        | TRD  | Merthyr Tydfil           |                       | Transport for Wales          | 0,03                              | 0,025                             | 0,025                             | 0,023                             | 0,024                             |
| Troon               | TRN  | South Ayrshire           |                       | ScotRail                     | 0,509                             | 0,539                             | 0,562                             | 0,569                             | 0,688                             |
| Trowbridge          | TRO  | Wiltshire                | West Wiltshire        | Great Western Railway        | 0,515                             | 0,544                             | 0,585                             | 0,571                             | 0,613                             |
| Truro               | TRU  | Cornwall                 | Carrick               | Great Western Railway        | 0,715                             | 0,773                             | 0,856                             | 0,917                             | 0,997                             |
| Tulloch             | TUL  | Highland                 |                       | ScotRail                     | 0,002                             | 0,002                             | 0,002                             | 0,002                             | 0,002                             |
| Tulse Hill          | TUH  | Groot-Londen             | Lambeth               | Southern                     | 0,951                             | 0,887                             | 1,464                             | 1,964                             | 1,801                             |
| Tunbridge Wells     | TBW  | Kent                     | Tunbridge Wells       | Southeastern                 | 3,149                             | 3,265                             | 3,45                              | 3,809                             | 3,795                             |
| Turkey Street       | TUR  | Groot-Londen             | Enfield               | National Express East Anglia | 0,316                             | 0,286                             | 0,443                             | 0,559                             | 0,459                             |
| Tutbury and Hatton  | TUT  | Derbyshire               | South Derbyshire      | East Midlands Railway        | 0,038                             | 0,035                             | 0,037                             | 0,039                             | 0,041                             |
| Twickenham          | TWI  | Groot-Londen             | Richmond upon Thames  | South West Trains            | 3,107                             | 3,139                             | 4,902                             | 5,033                             | 5,109                             |
| Twyford             | TWY  | Wokingham                |                       | Great Western Railway        | 1,083                             | 1,127                             | 1,209                             | 1,222                             | 1,243                             |
| Tw Croes            | TYC  | Anglesey                 |                       | Transport for Wales          | 0,004                             | 0,004                             | 0,004                             | 0,004                             | 0,004                             |
| Ty Glas             | TGS  | Cardiff                  |                       | Transport for Wales          | 0,052                             | 0,045                             | 0,053                             | 0,061                             | 0,079                             |
| Tygwyn              | TYG  | Gwynedd                  |                       | Transport for Wales          | 0,002                             | 0,001                             | 0,001                             | 0,001                             | 0,001                             |
| Tyndrum Lower       | TYL  | Stirling                 |                       | ScotRail                     | 0,008                             | 0,007                             | 0                                 | 0,005                             | 0,005                             |
| Tyseley             | TYS  | West Midlands            | Birmingham            | West Midland Trains          | 0,057                             | 0,054                             | 0,063                             | 0,066                             | 0,168                             |
| Tywyn               | TYW  | Gwynedd                  |                       | Transport for Wales          | 0,105                             | 0,103                             | 0,1                               | 0,132                             | 0,101                             |

A · 
B · 
C · 
D · 
E · 
F · 
G · 
H · 
I · 
J · 
K · 
L · 
M · 
N · 
O · 
P · 
Q · 
R · 
S · 
T · 
U · 
V · 
W · 
X · 
Y · 
Z

Alle stations (sorteerbaar)